# Febri Setiadi Hamzah
Febri Setiadi Hamzah (sinh ngày 3 tháng 2 năm 1984) là một cầu thủ bóng đá người Indonesia. Anh thường thi đấu ở vị trí tiền đạo và có chiều cao 182 cm. Anh hiện tại thi đấu cho Borneo F.C. ở Liga 1.